# Alli Haapasalo
Pour les articles homonymes, voir Haapasalo.
Alli Haapasalo, née le 3 octobre 1977, est une réalisatrice et scénariste finlandaise.
Son film Girl picture (Tytöt tytöt tytöt), tourné pendant la pandémie de Covid-19 à l'automne 2021, est le premier long métrage finlandais sélectionné au Sundance Film Festival,.

## Filmographie partielle

### Au cinéma
- 2001 : Pääsykoe (court métrage documentaire)
- 2001 : Rakastaja (court métrage)
- 2003 : Ilona (court métrage)
- 2005 : Breath (court métrage)
- 2005 : Dear Mom, Love James (court métrage documentaire)
- 2006 : /IIThe Appointment (court métrage)
- 2015 : Hurricane, Brooklyn (court métrage)
- 2016 : Syysprinssi
- 2019 : Pikku juttu (court métrage)
- 2019 : Tottumiskysymys (segment)
- 2022 : Girl picture (Tytöt tytöt tytöt)

### À la télévision
- 2003 : Tuntematon kaupunki II (série télévisée, 1 épisode)
- 2009 : Kukkulan kuningas (téléfilm)
- 2019 : Nyrkki (série télévisée, 4 épisodes)
- 2020 : Eristyksissä (série télévisée, 1 épisode)